# بريد هجين

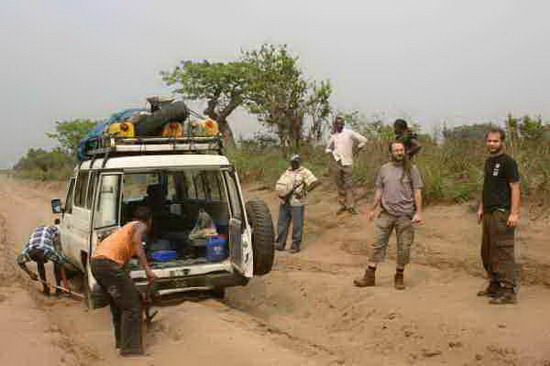

البريد الهجين هو البريد الذي يتم تسليمه باستخدام مزيج من الطريقتين الإلكترونية والورقية. وعادة، ينطوي هذا البريد على بيانات رقمية يتم تحويلها إلى رسالة ورقية في مراكز طباعة موزعة تقع بالقرب من عناوين التسليم النهائي. إن رسالة البريد الإلكتروني (التي تُعرف أيضًا باسم L-mail بالإنجليزية وبريد الرسالات) هي رسالة يتم إرسالها كبريد إلكتروني باستخدام جهاز كمبيوتر، ثم يتم طباعتها وتسليمها كرسالة (مادية) تقليدية. وهي وسيلة اتصال بين الإنترنت الظاهري- والعالم الحقيقي المادي. وتقوم الطابعة أو وكيل تحويل البريد بطباعة البريد الإلكتروني على ورق، ويقوم وكيل نقل البريد بوضعه في مظروف ويقوم وكيل تسليم البريد أو ساعي البريد بتسليمه لصندوق البريد الخاص بالمرسل إليه. وبشكل عام هناك رسوم مقابل هذه الخدمة؛ ومع ذلك قد تكون كميات صغيرة للغاية ورسائل بريد إلكتروني فردية مجانية، وذلك استنادًا إلى مقدم الخدمة، وبشكل عام تكون الرسوم أقل بكثير من إرسال البريد مباشرة أو استخدام آلة دمغ الرسائل.
وهناك بعض الأدلة على أن مكاتب البريد تستخدم بشكل متزايد حلول البريد الهجينة في العالم النامي لتجاوز النقص التاريخي للاستثمار في البنية التحتية الحديثة وجودة الخدمة. وهذا شبيه بالبلد الذي لا يتمتع بشبكة هاتف أرضي واسعة ويتجه مباشرة إلى شبكة الهاتف المحمول. وغالبًا ما تُستخدم التطورات في مجال التكنولوجيا من قِبل الشركات الخاصة لسد الثغرات في الخدمات البريدية العامة. ففي المملكة المتحدة، كان هناك نمو كبير لمقدمي الخدمة بسبب الشروط التنظيمية الخاصة التي تطلب من هيئة البريد الملكية أن تقدم أسعارًا بريدية مواتية لمقدمي الخدمات الهجينة.
وهناك أيضًا أنظمة عكسية، حيث يمكن من خلالها إرسال الرسائل المكتوبة بخط اليد كبريد إلكتروني. وخدمة المسح البريدي هذه، التي تُسمى أحيانًا باسم رسالة البريد الإلكتروني، تحظى بشعبية على نحو متزايد مع تزايد الشركات والأفراد الذين يرغبون في الوصول إلى بريدهم من بلد آخر. ومع ذلك، يجب إيلاء اهتمام خاص بدراسة القوانين المحلية وممارسات المسح الخاصة بمقدم الخدمة للتأكد من أنهم لا يقرؤون البريد ويتصرفون بالنيابة عن العميل من منظور قانوني.